# تيتايوشي
تاتش (بالروسية: Тетюши) هي إحدى مدن روسيا في الكيان الفدرالي الروسي تتارستان.